# Comparador de parpelleig
|  | Per a altres significats, vegeu «comparador (desambiguació)». |

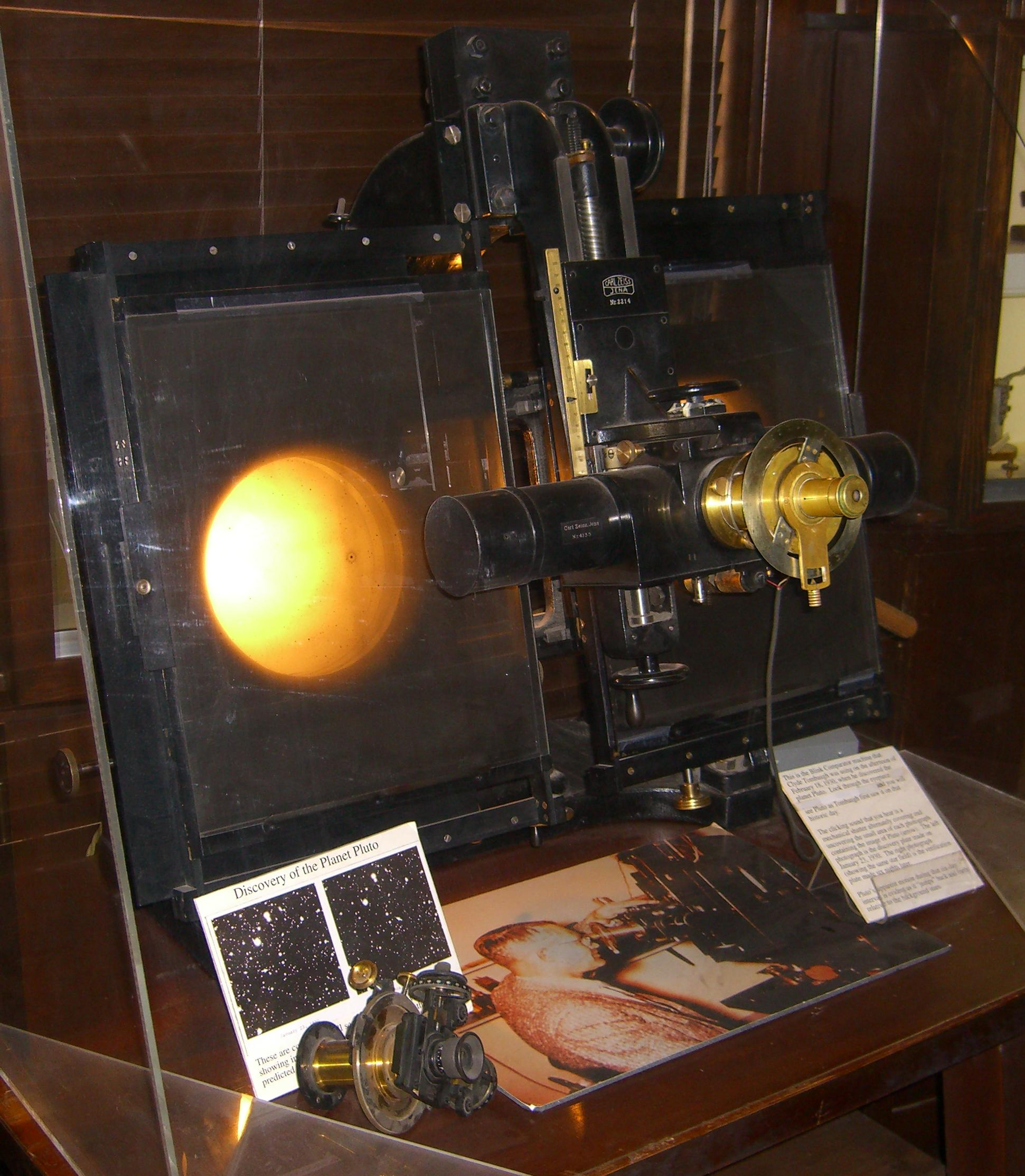
El microscopi de parpelleig de l'Observatori Lowell utilitzat en el descobriment de Plutó.

El microscopi de parpelleig  o estereocomparador  és un instrument utilitzat en l'àmbit de l'astronomia per mesurar moviments o variacions de brillantor en objectes celestes. L'estereocomparador era molt útil per detectar estels, estrelles dobles, asteroides, estrelles variables i el desplaçament de les estrelles.
L'instrument és bàsicament un microscopi on se superposen en forma òptica dues plaques fotogràfiques, canviant ràpidament d'unes a altres. D'aquesta manera es poden comparar les dues imatges i detectar diferències entre elles. En l'actualitat l'instrument ha estat reemplaçat per l'ús d'ordinadors que realitzen essencialment la mateixa tasca encara que amb molta més velocitat i precisió.

## Principi de funcionament
Es prenen fotografies d'una zona del cel nocturn en diferents instants o èpoques; posteriorment s'analitzen les fotografies en seqüències ràpides o "parpelleigs" a través d'un ocular. Així és possible descobrir canvis en la posició o brillantor d'un objecte.

## Descobriment del planeta Plutó
El 1930, Clyde Tombaugh va descobrir el planeta Plutó utilitzant un estereocomparador. Les fotografies que va comparar per descobrir havien estat preses les nits del 23 i 29 de gener de 1930.